# Gardumukti
Gardumukti is een bestuurslaag in het regentschap Subang van de provincie West-Java, Indonesië. Gardumukti telt 3469 inwoners (volkstelling 2010).